# Mora, New Mexico
Mora este o localitate, o municipalitate și sediul comitatului omonim, Mora, din statul New Mexico, Statele Unite ale Americii.